# Hating Life
Hating Life – czwarty album studyjny szwedzkiej grupy muzycznej Grave. Wydawnictwo ukazało się 25 marca 1996 roku nakładem wytwórni muzycznej Century Media Records.

## Lista utworów
Źródło.
1. "Worth the Wait" – 3:42
2. "Restrained" – 3:44
3. "Winternight" – 3:03
4. "Two of Me" – 2:39
5. "Beauty Within" – 3:47
6. "Lovesong" – 3:12
7. "Sorrowfilled Moon" – 4:23
8. "Harvest Day" – 3:44
9. "Redress" – 3:30
10. "Still Hating Life" – 1:15

## Twórcy
Źródło.
- Ola Lindgren - gitara rytmiczna, gitara prowadząca, gitara basowa, wokal prowadzący
- Jensa Paulsson - perkusja, wokal wspierający
- Tomas Skogsberg - produkcja muzyczna
- Peter in de Betou - mastering
- Rolf Brenner - zdjęcia
- Karin Nilsson - zdjęcia
- Media Logistics - dizajn, oprawa graficzna